# 海龍級駆逐艦
海龍級駆逐艦（かいりゅうきゅうくちくかん）は、19世紀末に清国海軍がドイツ帝国のシーシャウ社で建造した水雷艇駆逐艦の艦級である。海華級駆逐艦と呼ぶ資料もある。4隻が建造されたが、全艦が義和団の乱で鹵獲され、イギリス海軍・ロシア海軍・フランス海軍・ドイツ帝国海軍に1隻ずつ編入された。

## 建造経緯と艦形
日清戦争で壊滅した清国海軍の再建計画で、ドイツのシーシャウ社に発注された。清国海軍は、それまで本級同様に魚雷を主要兵装とした艦艇として水雷砲艦「飛鷹」等や水雷艇を配備していたが、本級は同国にとって初の水雷艇駆逐艦であった。建造所のシーシャウ社にとっても、ドイツ初の国産水雷艇駆逐艦であるS90に先立って建造した艦級である。
艦形は、当時急速に広まりつつあった従来の水雷艇を大型化する発想の設計である。鋼製の船体で、艦首は波除を良くするため亀の甲のように甲板が凸断面となったタートルバック型を採用、2本の煙突を備えた。速力は32ノット（時速約59km）と高速で、特に後にロシア海軍に編入された「レイチェナント・ブラコフ」は33.6ノットに達して、ロシア海軍最速の軍艦であった。建造時の兵装は、3ポンド単装速射砲6基と甲板上の45cm魚雷発射管2門を装備した。

## 艦歴
1898年に4隻が進水し、翌年までに竣工して清国に配備されていた。しかし、1900年6月17日に義和団の乱の戦闘が始まった直後、八カ国連合軍により鹵獲され、戦利品としてイギリス海軍・フランス海軍・ロシア海軍・ドイツ帝国海軍に1隻ずつ分配された。戦利艦4隻とも、鹵獲地点であった大沽（タークー）にちなんで、各国語の大沽を意味する艦名が命名されたが、間もなくロシア海軍の艦は「レイチェナント・ブラコフ」と再改名されている。ロシア海軍の「レイチェナント・ブラコフ」は日露戦争の旅順の戦いで、ドイツ帝国海軍の「タークー」は第一次世界大戦の青島の戦いでそれぞれ失われた。

## 同型艦

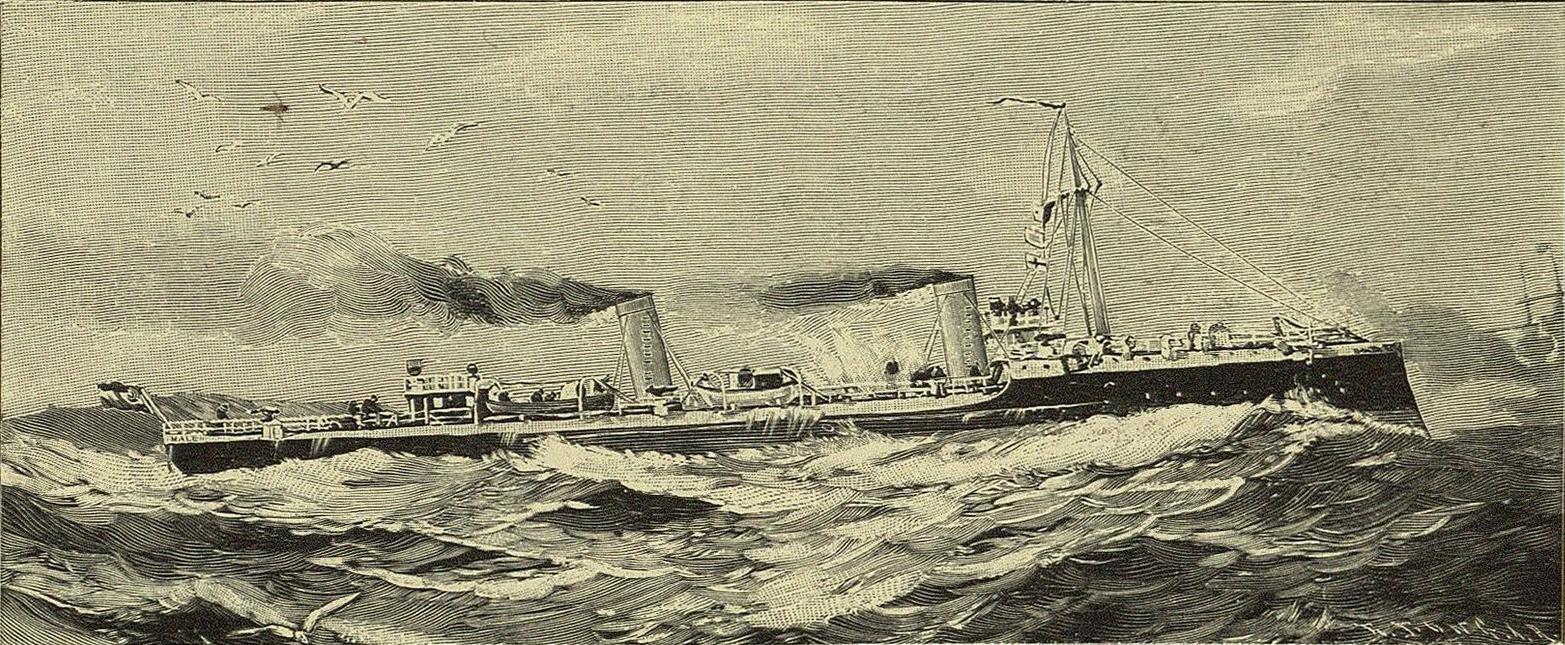
シーシャウ社の宣伝資料に掲載された本級の絵。

「海犀」と「海青」の後身については逆とする資料もある。
- 海華：ロシア海軍に編入されてレイチェナント・ブラコフ（ロシア語版）と改名。日露戦争中の1904年7月24日に「三笠」「富士」の艦載水雷艇の攻撃により全損[2]。
- 海龍：イギリス海軍に編入されて「タークー（英語版）」（HMS Taku）と改名。1916年に売却処分[4]。
- 海犀：フランス海軍に編入されて「タークー」（Takou）と改名。1911年2月22日に難破喪失[5]。
- 海青：ドイツ帝国海軍に編入されて「タークー」（SMS Taku）と改名。1914年に青島の戦いで喪失。